# Пузік Володимир Кузьмич
Володи́мир Кузьми́ч Пузік (нар. 23 листопада 1948) — доктор сільськогосподарських наук, професор, член-кореспондент НААН України, заслужений діяч науки і техніки України, професор кафедри екології та біотехнологій в рослинництві Державного біотехнологічного університету.

## Біографія
Володимир Кузьмич народився 23 листопада 1948 році в с. Олексіївка Сумського району Сумської області.
У 1963 році закінчив Олексіївську середню школу Сумської області.
У 1966 році закінчив Новосічанську середню школу Сумської області.
З 1966 по 1967 років наладчик контрольно-вимірювальних приладів і автоматики на цукрокомбінаті ім. С. М. Кірова Сумського цукрбуряктресту.
З 1967 по 1969 роки служба у лавах Радянської армії.
У 1970 році працював машиністом котлів високого тиску Сумської ТЕЦ.
З 1970 по 1975 роки навчався у Харківському сільськогосподарському інституті імені В. В. Докучаєва.
З 1975 по 1977 роки навчався в аспірантурі Харківського сільськогосподарського інституту імені В. В. Докучаєва на кафедрі селекції та насінництва.
У 1977 році працював старшим науковим співробітником агроекологічної лабораторії при кафедрі селекції та насінництва Харківського аграрного університету ім. В. В. Докучаєва.
У 1981 році захистив кандидатську дисертацію на тему «Использование аллелопатических свойств прорастающих семян для повышения скрещиваемости при отдельнной гибридизации пшеницы».
У 1982 році працював асистентом кафедри селекції та насінництва Харківського аграрного університету ім. В. В. Докучаєва.
У 1984 році працював старшим викладачем кафедри селекції та насінництва Харківського аграрного університету ім. В. В. Докучаєва.
У 1986 році навчання на відділенні французької мови в м. Москва.
У 1987 році працював доцентом кафедри селекції та насінництва Харківського аграрного університету ім. В. В. Докучаєва.
З 1987 по 1990 роки працював викладачем у сільськогосподарському інституті у столиці республіки Камбоджа м. Пном Пень. Пройшов стажування в університеті штату Айдахо (США) та навчальному центрі Хауз Дюсе (Німеччина). Вільно володіє французькою мовою.
У 1991 році Володимир Кузьмич був проректором з підвищення кваліфікації Харківського аграрного університету ім. В. В. Докучаєва.
У 2004 році захистив дисертацію на здобуття наукового ступеня доктора сільськогосподарських наук на тему: «Алелопатична дія екзометаболітів культурних злаків у агрофітоценозах».
У 2005 році отримав звання професора кафедри генетики, селекції та насінництва.
У 2007 році працював першим проректором Харківського аграрного університету ім. В. В. Докучаєва.
У 2010 році займав посаду ректора Харківського аграрного університету ім. В. В. Докучаєва; член-кореспондент НААНУ.
У 2017 році працює завідувачем кафедри агротехнологій та екології Харківського національного технічного університету сільського господарства імені Петра Василенка.
З 2008 по 2010 роки член експертної ради ВАКу.
З 2021 року Володимир Кузьмич працює професором кафедри екології та біотехнологій в рослинництві Державного біотехнологічного універитету.

## Наукова діяльність
Володимир Кузьмич автор більше 300 наукових праць, в тому числі 5 монографій, навчальних посібників з яких 3 іноземною мовою, 2 з грифом Мінагрополітики України, 4 авторських свідоцтва на винаходи, 15 патентів винаходи.
Наукові інтереси: вивчення алелопатичної дії екзометаболітів культурних злаків у агрофітоценозах і використання цього явища для вирішення практичних завдань рослинництва та селекції.
Є одним із фундаторів вивчення алелопатичних властивостей, найбільш розповсюджених у культурі видів пшениці, жита і тритикале. Розроблена ним методика дозволяє підвищити ефективність віддаленої гібридизації в селекції ярої пшениці. На основі проведених досліджень розроблено методику використання екзометаболітів проростаючого насіння для допосівної обробки насіння зернових культур, що дозволяє суттєво підвищити їх продуктивність. Результати досліджень використовуються в наукових установах та колективних і фермерських господарствах ряду областей України.

## Звання і нагороди
- почесна Ленінська грамота (1980)
- свідоцтво «Участник Выставки достижений 1981 года в г. Киеве» (1981);
- подяк за участь і сприяння розвитку винахідництва (1982);
- подяка та почесна грамота Міністерства сільського господарства СРСР (1985);
- подяка за досягнуті успіхи і на честь 175-річчя з дня заснування університету (1991);
- почесна грамота Міністерства АПК України (1997);
- трудова відзнака «Знак пошани» (2008);
- почесна грамота університету за багаторічну науково-педагогічну і громадську роботу та з нагоди 60-річчя від дня народження (2008);
- почесна грамота Харківської обласної державної адміністрації і Харківської обласної ради (2013);
- трудова відзнака та почесне звання «Заслужений діяч науки і техніки України» (2016);
- подяка за сумлінну працю з нагоди 90-річчя з дня заснування Харківського національного технічного університету сільського господарства імені Петра Василенка (2020).

## Основні навчально-методичні роботи
1. Пузік В. К. Методичні рекомендації з передпосівного збагачення насіння озимої пшениці біологічно активним екстрактом / Г. Ф. Наумов, Л. Ф. Насонова. Харків, 1981. 21 с.
2. Пузік В. К. Методичні рекомендації з передпосівного збагачення насіння польових культур фізіологічно активним екстрактом: внутрівузівське видання / Г. Ф. Наумов, Л. В. Подоба. Харків, 1981. 24 с.
3. Пузік В. К. Методичні вказівки до лабораторних занять з генетики: внутрівузівське видання / М. П. Лобанов. Пном Пень, 1988
4. Пузік В. К. Культура ізольованих органів, тканин і клітин в біотехнології рослин: навч. посібник. Харків, 1995.
5. Пузік В. К. Культура ізольованих органів, тканин і клітин в біотехнології рослин. Харків: ХНАУ, 1997. 98 с.
6. Пузік В. К. Алелопатично активні з'єднання і їх роль в агрофітоценозах. Харків: ХНАУ, 2002. 186 с.
7. Пузік В. К. Біотехнологія сільськогосподарських рослин. Методичні вказівки до лабораторно-практичних занять / Л. В. Подоба, О. О. Булах. Харків: ХНАУ, 2003. 26 с.
8. Пузік В. К. Динаміка вітамінів у кореневих виділеннях злаків на ранніх етапах онтогенезу / В. А. Єльнікова Фізіологія і біохімія культ. рослин. 2003. Т. 35. № 3. С. 229—233.
9. Пузік В. К. Екзаметаболіти культурних злаків та їх роль у фітоценозах / Г. Ф. Наумов. Харків: ХНАУ, 2003. 296 с.
10. Пузік В. К. Генетична інженерія в біотехнології рослин / В. В. Сергеєв. Харків: ХНАУ, 2004. 174 с.
11. Пузік В. К. Методичні вказівки до виконання та оформлення дипломної роботи зі спеціальності 7.130108, 8.130108 «Селекція і генетика сільськогосподарських культур» / М. В. Проскурнін, Т. І. Гопцій. Харків: ХНАУ 2004. 16 с.
12. Пузік В. К. Культура ізольованих органів, тканин і клітин в біотехнології рослин. Харків: ХНАУ, 2005. 90 с.
13. Пузік В. К. Методичні вказівки до вивчення дисципліни «Біотехнологія. Культура окремих ізольованих клітин у біотехнології рослин» / Т. І. Гопцій, Л. В. Подоба. Харків: ХНАУ, 2005. 24 с.
14. Пузік В. К. Словник з біотехнології, генетичної інженерії та генетики для студентів агрономічних спеціальностей / Т. І. Гоптій, Л. В. Подоба. Харків: ХНАУ, 2005. 20 с.
15. Пузік В. К. Методичні вказівки до вивчення дисципліни «Генетика». Харків: ХНАУ, 2005. 19 с.
16. Пузік В. К. Культура ізольованих органів, тканин і клітин в біотехнології рослин. Харків: ХНАУ, 2005. 83 с.
17. Пузік В. К. Біотехнологія сільськогосподарських рослин: методичні вказівки до самостійної роботи для студентів агрономічного фаху / В. М. Попов, Л. В. Подоба, Р. В. Криворученко, С. В. Палачов Харків: ХНАУ, 2007. 26 с.
18. Пузік В. К. Формування іміджу і професійного здоров'я сучасного спеціаліста / В. Д. Синявін, Т. Д. Бондаренко, К. Л. Паніна. Харків: ХНАУ, 2008. 296 с.
19. Пузік В. К. Атлас з біотехнології рослин / В. М. Попов, В. В. Сергеєв. Харків: ХНАУ, 2009. 29 с.
20. Технології і витрати на вирощування польових сільськогосподарських культур / Колектив авторів; за ред. В. К. Пузіка. Харків, 2009
21. Пузік В. К. Проблема забруднення довкілля нітратами / В. І. Філон. Харків: ХНАУ, 2009. 67 с.
22. Пузік В. К. Методичні рекомендації щодо складання навчально-методичних комплексів дисциплін / Д. Г. Тихоненко, В. В. Дегтярьов, О. І. Гуторов. Харків: ХНАУ, 2009. 34 с.
23. Пузік В. К. Словник-довідник з екології / В. В. Волощенко, І. В. Непран. Харків: ХНАУ, 2010. 133 с.
24. Пузік В. К. Стан і напрями вдосконалення функціонування дослідного господарства «Кутузівка» оцінно-ситуаційним методом / О. К. Трішин, М. О. Бесєдін. Харків: ХНАУ, 2011. 186 с.
25. Пузік В. К. Заповідна справа / В. В. Волощенко, Є. А. Криштоп. Харків: ХНАУ, 2012. 198 с.
26. Пузік В. К. Розміри міжвузлів твердої пшениці залежно від норми висіву та способу сівби / В. К. Пузік, А. О. Рожков. Збірник наук. праць Уман. нац. ун-ту садівництва. Умань, 2012. № 79. С. 136—144.
27. Пузік В. К. Методичні вказівки до написання дипломної роботи для студентів напряму підготовки 8.09010102 «Агрономія» спеціальності «Агрохімія та ґрунтознавство» / Тихоненко Д. Г., Дегтярьов В. В., Філон В. І. та ін. Харків: ХНАУ, 2012. 60 с.